# سیارک ۱۶۴۳۸
سیارک ۱۶۴۳۸ (به انگلیسی: 16438 Knofel، نامگذاری:1989AU6) شانزده هزار و چهارصد و سی و هشتمین سیارک کشف شده‌است که در ۱۱ ژانویه ۱۹۸۹ کشف شد.
قدر مطلق سیارک برابر ۱۴٫۵۰ است.